# 新桥乡 (小金县)
新桥乡，是中华人民共和国四川省阿坝藏族羌族自治州小金县下辖的一个乡镇级行政单位。

## 行政区划
新桥乡下辖以下地区：
龙王村、团结村、共和村、水坪村、头卡村、新民村和北马村。